# Sonate K. 153
La sonate K. 153 (F.103/L.445) en sol majeur est une œuvre pour clavier du compositeur italien Domenico Scarlatti.

## Présentation
La sonate K. 153, en sol majeur, notée Vivo, forme un couple avec la sonate précédente de même tonalité.

## Manuscrits
Le manuscrit principal est le numéro 6 et dernier du volume I (Ms. 9772) de Venise (1752), copié pour Maria Barbara ; l'autre manuscrit est Parme I 6 (Ms. A. G. 31406).

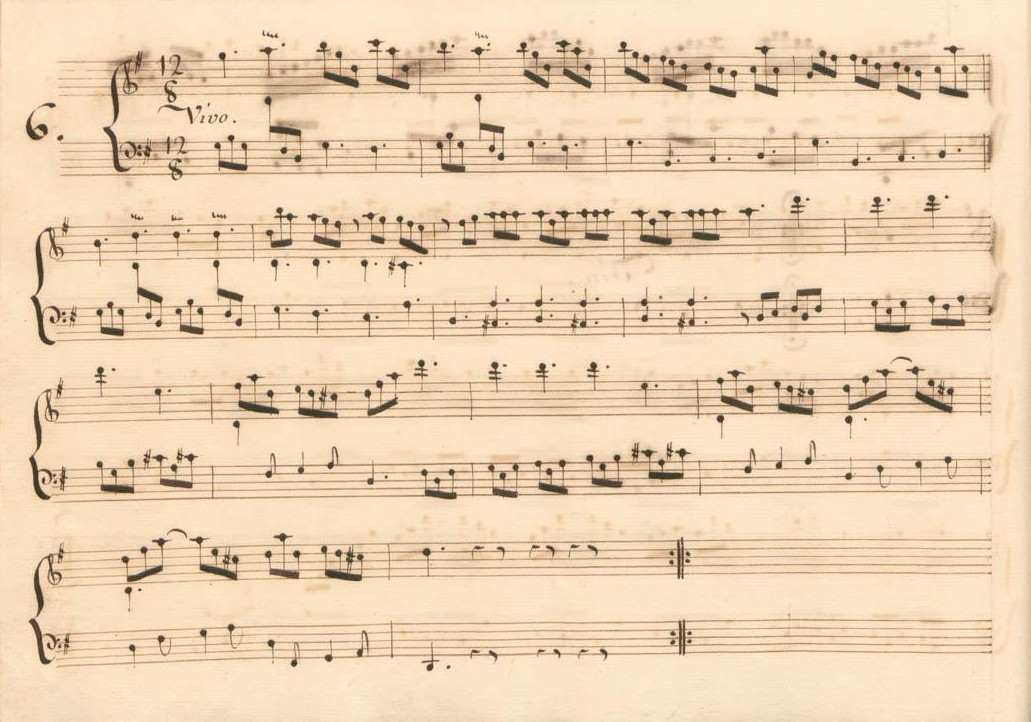
Parme I 6.
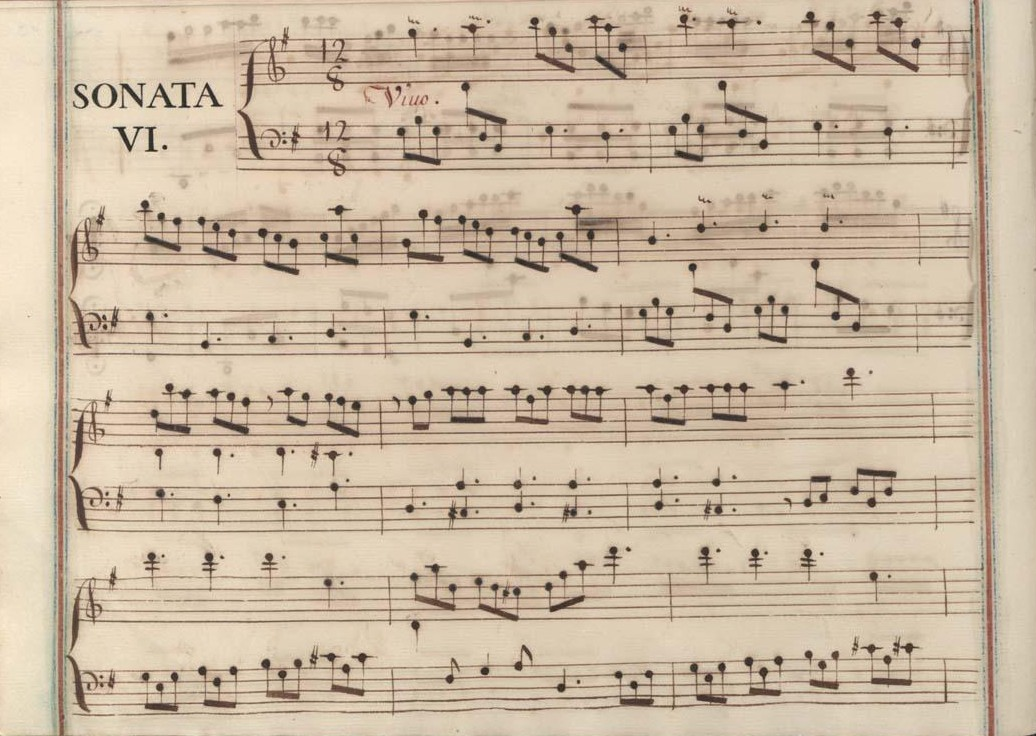
Venise I 6.

## Interprètes
La sonate K. 153 est défendue au piano, notamment par Carlo Grante (2009, Music & Arts, vol. 1) et Pascal Pascaleff (2020, Naxos, vol. 25) ; au clavecin, par Scott Ross (1985, Erato), Nikolaï Demidenko (2003, AGPL), Luigi Ferdinando Tagliavini (1996, Ermitage), Richard Lester (2003, Nimbus, vol. 1) et Pieter-Jan Belder (Brilliant Classics), Francesco Cera (2009, Brilliant Classics). Andrea Marcon l'a enregistrée à l'orgue (1996, Divox).

## Sources
: document utilisé comme source pour la rédaction de cet article.
- Ralph Kirkpatrick (trad. de l'anglais par Dennis Collins), Domenico Scarlatti, Paris, Lattès, coll. « Musique et Musiciens », 1982 (1re éd. 1953 (en)), 493 p. (ISBN 978-2-7096-0118-4, OCLC 954954205, BNF 34689181).
- Alain de Chambure, « Domenico Scarlatti : Intégrale des sonates — Scott Ross », Erato (2564-62092-2), 1985 (OCLC 891183737) .